# Мустафаев, Мустафа Гасан оглы
Мустафа Гасан оглы Мустафаев (азерб. Mustafa Həsən oğlu Mustafayev; 1895, Илису, Нухинский уезд — 2 декабря 1963, там же) — советский азербайджанский животновод, Герой Социалистического Труда (1958).

## Биография
Родился в 1895 году в селе Илису Нухинского уезда Елизаветпольской губернии (ныне село в Гахском районе Азербайджана).
С 1930 года — чабан, старший чабан колхоза имени Кирова Кахского района. Достиг высоких результатов в овцеводстве.
Указом Президиума Верховного Совета СССР от 21 ноября 1958 года за выдающиеся успехи, достигнутые в деле развития овцеводства и увеличения производства шерсти Мустафаеву Мустафе Гасан оглы присвоено звание Героя Социалистического Труда с вручением ордена Ленина и золотой медали «Серп и Молот».
Скончался 2 декабря 1963 года в родном селе.